# Pero asilasaria
Pero asilasaria är en fjärilsart som beskrevs av Walker 1860. Pero asilasaria ingår i släktet Pero och familjen mätare. Inga underarter finns listade i Catalogue of Life.